# 杉山洋一
杉山 洋一（すぎやま よういち、1969年 -  ）は、日本の現代音楽の作曲家、指揮者。

## 略歴
桐朋学園大学作曲科を卒業後、1996年にイタリアへ留学。指揮をエミリオ・ポマリコ、岡部守弘に、作曲を三善晃、フランコ・ドナトーニ、サンドロ・ゴルリに師事。2021年、現在はミラノに在住し、ミラノ市立クラウディオ・アッバード音楽院で教鞭を取っている。

## 受賞歴
- サンマリノ共和国サンタアガタ騎士勲章 (2010年)
- 第13回佐治敬三賞 (2013年)[2]
- イタリアAmadeusディスク大賞 (2015年)
- 第2回一柳慧コンテンポラリー賞 (2016年)[3]
- 芸術選奨文部科学省大臣新人賞 (2018年)
- 齋藤秀雄メモリアル基金賞[4]
- 芸術選奨文部科学大臣賞（音楽部門）[5]

## 主要作品
- 大統領令に基づく打楽器奏者のための「壁」
- 打楽器のための「ツリーネーション」
- バンショワおよびイスラエル国歌、パレスチナ古謡による「かなしみにくれる女のように、による断片、変奏、再構築」
- チベット民謡による「馬」
- サロウィワのインタビューによる五重奏のための「アフリカからの最後のインタビュー」
- ブリアート族シャーマンの旋律に基づく三味線と弦楽合奏のための「歩み」
- オーケストラのための「自画像」[6]